# Arcynopteryx sajanensis
Arcynopteryx sajanensis is een steenvlieg uit de familie Perlodidae. De wetenschappelijke naam van de soort is voor het eerst geldig gepubliceerd in 1957 door Zapekina-Dulkeit.